# Jorge José Emiliano dos Santos
Jorge José Emiliano dos Santos (Río de Janeiro, 19 de marzo de 1954-ídem, 21 de febrero de 1995), apodado Margarida, fue un árbitro de fútbol de Brasil.
Dos Santos comenzó como árbitro en el fútbol de playa entre asociaciones de aficionados en la playa de Río de Janeiro, donde no siempre se jugaba sin violencia. Allí consiguió su apodo de Margarida («Margarita»). A partir de 1988 pitó en la primera liga, siendo su debut en un juego entre el Clube de Regatas do Flamengo y el Volta Redonda Futebol Clube en el Estadio de Gávea en Río. Ese mismo año salió del armario en los medios de comunicación y fue el primer árbitro públicamente gay entre los árbitros brasileños de primera división. Los directivos del CR Vasco da Gama no sabían bien como actuar en este caso, pero alabaron su trabajo. En 1989 hubo un incidente durante el inicio de la 6ª copa de fútbol femenino en el Estadio Caio Martins: después de que una jugadora lo ofendiese, perdió los papeles y la golpeó. Hubo un tumulto y se vio obligado a huir de las jugadoras. Unos días después se disculpó con la jugadora con una flor.
Aparte de su calidad como árbitro, se convirtió en una estrella gracias a su estilo teatral y danzante con el que se movía por el campo de juego. Cuando uno de los equipos había marcado un gol, trotaba de espaldas al centro del campo; cuando un jugador realizaba una falta, lanzaba grititos alborozados. Los jugadores lo respetaban. Solía decirles «Puede que sea un "margarita" (homosexual) fuera del campo de fútbol, pero aquí soy un macho».
El 21 de febrero de 1995 dos Santos murió como consecuencia del sida.
Emiliano Dos Santos es uno de los modelos que empleó el árbitro heterosexual Clésio Moreira dos Santos para crear el personaje Margarida, que se hizo famoso gracias a un vídeo de YouTube.